# Marco D'Amore
Marco D'Amore (12 juni 1981) is een Italiaans acteur en regisseur die vooral bekend werd door zijn rol als Ciro Di Marzio in de televisieserie Gomorra en de daaruit voortkomende film L'immortale.

## Filmografie

### Film
| Jaar | Titel                    | Rol                       | Opmerkingen |
| ---- | ------------------------ | ------------------------- | ----------- |
| 2009 | Bets and Wedding Dresses |                           |             |
| 2010 | A Quiet Life             | Diego                     |             |
| 2012 | Love Is All You Need     | Marco                     |             |
| 2014 | Perez.                   | Francesco Corvino         |             |
| 2015 | Alaska                   | Toni                      |             |
| 2015 | Un posto sicuro          | Luca                      |             |
| 2016 | Brutti e cattivi         | Il Merda (Giorgio Armani) |             |
| 2018 | Drive Me Home            | Agostino                  |             |
| 2019 | Le Metamorfosi           | Ovid                      | stem        |
| 2019 | L'immortale              | Ciro Di Marzio            |             |

### Televisie
| Jaar      | Titel              | Rol               | Opmerkingen           |
| --------- | ------------------ | ----------------- | --------------------- |
| 2012–2013 | Benvenuti a tavola | Vincenzo Caciotti | 4 episodes            |
| 2014–2021 | Gomorra            | Ciro Di Marzio    | Hoofdrol; 58 episodes |

- Biblioteca Nacional de España: XX5782996
- Bibliothèque nationale de France: cb16956570k (data)
- Gemeinsame Normdatei: 1027004385
- International Standard Name Identifier: 0000 0003 8191 2003
- Library of Congress Control Number: no2016049092
- Nederlandse Thesaurus van Auteursnamen: 380156938
- Système universitaire de documentation: 157924173
- Virtual International Authority File: 262499230
- WorldCat: E39PBJtmqymgQpYKDJgxP3bTpP